# Marxheim
Marxheim – miejscowość i gmina w Niemczech, w kraju związkowym Bawaria, w rejencji Szwabia, w regionie Augsburg, w powiecie Donau-Ries. Leży częściowo na terenie Parku Natury Dolina Altmühl, około 12 km na wschód od Donauwörth, niedaleko ujścia rzeki Lech do Dunaju.

## Demografia
| Rok  | Liczba mieszk. |
| ---- | -------------- |
| 1970 | 2 558          |
| 1989 | 2 536          |
| 2000 | 2 675          |

## Polityka
Wójtem gminy jest Alois Schiegg, rada gminy składa się z 14 osób.
|      | WG Graisbach/Lechsend | BG | Guter Wille | WG Friede Gansheim | WG Schweinspoint | BUNTSpecht | DG Neuhausen | WG Burgmannshofen | Razem |
| 2008 | 3                     | -  | 3           | 3                  | 2                | 1          | 1            | 1                 | 14    |
| 2002 | 4                     | 1  | 2           | 2                  | 2                | 1          | 1            | 1                 | 14    |

## Oświata
W gminie znajdują się dwa przedszkola oraz szkoła podstawowa (7 nauczycieli, 102 uczniów).